# Acaulimalva
Genre
Acaulimalva est un genre en botanique contenant 20 espèces de fleurs appartenant à la famille des Malvaceae.

## Espèces
| - Acaulimalva acaulis - Acaulimalva alismatifolia - Acaulimalva betonicaefolia - Acaulimalva betonicifolia - Acaulimalva crenata - Acaulimalva dryadifolia - Acaulimalva englerana - Acaulimalva hillii - Acaulimalva nubigena - Acaulimalva oriastrum | - Acaulimalva parnassiifolia - Acaulimalva purdiaei - Acaulimalva purpurea - Acaulimalva rauhii - Acaulimalva rhizantha - Acaulimalva richii - Acaulimalva steinbachii - Acaulimalva stuebelii - Acaulimalva sulphurea - Acaulimalva weberbaueri |